# Norodom Kantol
Norodom Kantol (tiếng Khmer: នរោត្តម កន្តុល; 15 tháng 9 năm 1920 – 1976) là thành viên Vương thất Norodom và là Thủ tướng Campuchia từ năm 1962 đến năm 1966. Ông cũng từng là Bộ trưởng Ngoại giao dưới thời chính phủ Sangkum do người em họ Norodom Sihanouk lãnh đạo. Dưới chính thể Cộng hòa Khmer của Lon Nol, ông bị cầm tù cùng với các thành viên khác của hoàng tộc.

## Mất tích
Kantol biến mất một cách bí ẩn vào năm 1976, người ta cho rằng có lẽ ông đã bị Khmer Đỏ giết chết. Kantol là cố vấn hàng đầu của Norodom Sihanouk. Vào cuối nhiệm kỳ của mình, ông là nhân vật giữ chức vụ thủ tướng liên tục lâu nhất và là người đầu tiên giữ chức vụ này hơn 2 năm.

## Vinh danh

### Nước ngoài
- Malaysia:
  -  Người nhận Danh dự Huân chương Vương miện Vương quốc Cao quý Nhất (1964)[6]